# Umweltfotografie

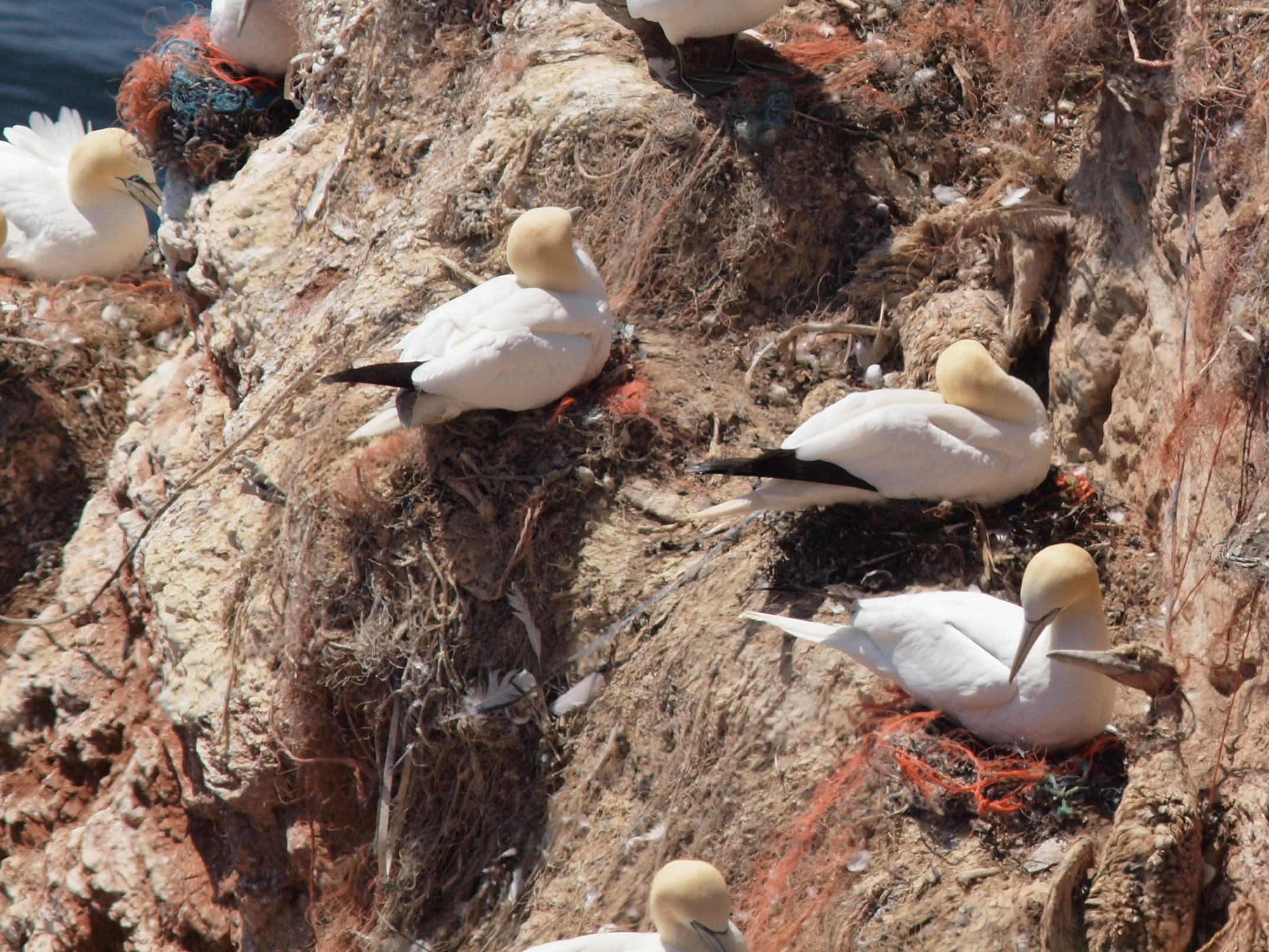
Basstölpel auf Helgoland mit Nestern aus alten Netzen. Rechts unten ein verendeter Basstölpel, der sich in einem Netz verfangen hatte.

Umweltfotografie (seltener Naturschutzfotografie, engl. Conservation photography) ist ein Genre der Fotografie, das sich mit fotojournalistischen Mitteln für den Schutz der Umwelt einsetzt. Umweltfotografie erweitert die Naturfotografie um den zweckgerichteten Aspekt des Umweltschutzes und schafft auf diese Weise Bildmaterialien, die den Betrachter dazu bewegen sollen, sich für den Erhalt der Natur einzusetzen. Umweltfotografie ist aber hauptsächlich eine angewandte Fototechnik, die durch "Foto-Interpretation", also Anwenden und Auswerten von herkömmlicher Fotografie sowie von Ultraviolett- und Infrarotfotografie die Verursachung von Schädigungen der Umwelt darstellt. Der Fotograf Karl Schillinger hat bereits 1971 mit Infrarotfotografie 800nm die Baumschäden am Altstadtring in München dargestellt. Der Baumschaden mit Infrarotfotografie lässt sich in vier Stufen darstellen: 1. gesund, 2. leicht geschädigt, 3. stark geschädigt, 4. abgestorben. So kann in schneller Dokumentation Baum- und Waldschaden erkannt werden. Aber auch von herkömmlichen Fotografien in s/w oder Farbe können durch Auswertungen mit Äquidensitometrie verschiedene Verschmutzungsgrade der Atmosphäre bei Stau oder Smog dargestellt werden. In Heft 1/1978 und Heft 1/1980 von "International Phototechnik" werden diese Auswertungen ausführlich beschrieben. Umweltfotografie ist somit eine exakte Fototechnik, die wiederholbare Schäden der Umwelt, besonders im Klimawandel, dokumentiert.

## Stil
Die Umweltfotografie war in der Vergangenheit bereits ein Teilaspekt in Werken von Fotografen. Sie findet sich in der Landschaftsfotografie, der Naturfotografie, in der Industriefotografie und anderen Genres.
Zur Abgrenzung der Umweltfotografie von der Naturfotografie bemerkte der amerikanische National-Geographic-Fotograf Joel Sartore: „Das Naturfoto zeigt einen Schmetterling auf einer schönen Blume. Das Umweltfoto zeigt dasselbe Motiv, nur mit einer Planierraupe im Hintergrund, die auf beide zufährt.“
Die Umweltfotografie im heutigen, modernen Sinne ist ein relativ junges Genre der Fotografie, obwohl ihre Anfänge bereits ins 19. Jahrhundert zurückreichen. Im Jahr 2005 wurde die International League of Conservation Photographers als Interessengemeinschaft der Umweltfotografen durch die mexikanisch-amerikanische Umweltfotografin Cristina Mittermeier gegründet. Dies gilt heute als offizielle Etablierung der Umweltfotografie als eigenständige Disziplin.

## Rezeption
Umweltfotografien spielen in der Dokumentation von klimatischen Veränderungen oder Veränderung von Flora und Fauna eine große Rolle. Beispiel: So werden abschmelzende alpine Gletscher oder an den Polkappen überall auf der Welt in Zeitintervallen fotografiert, um die Abnahme der Gletschermasse zu dokumentieren. Diese Indikatoren des Klimawandels sind wichtig für wissenschaftliche Analysen, aber genauso wichtig für eine mediale Verwertung. Objekte sind natürlich auch andere Phänomene, wie Waldbrände, Fluten oder starke Wetterereignisse. Auch Themen wie Schiffsabwrackungen in Chittagong, Umweltverschmutzung, Methoden der Landwirtschaft oder Industrieeinflüsse werden fotografiert.
Gerade in der medialen Wirkung der Umweltfotografie liegt ein wesentlicher Auftrag an das Genre.

## Geschichte

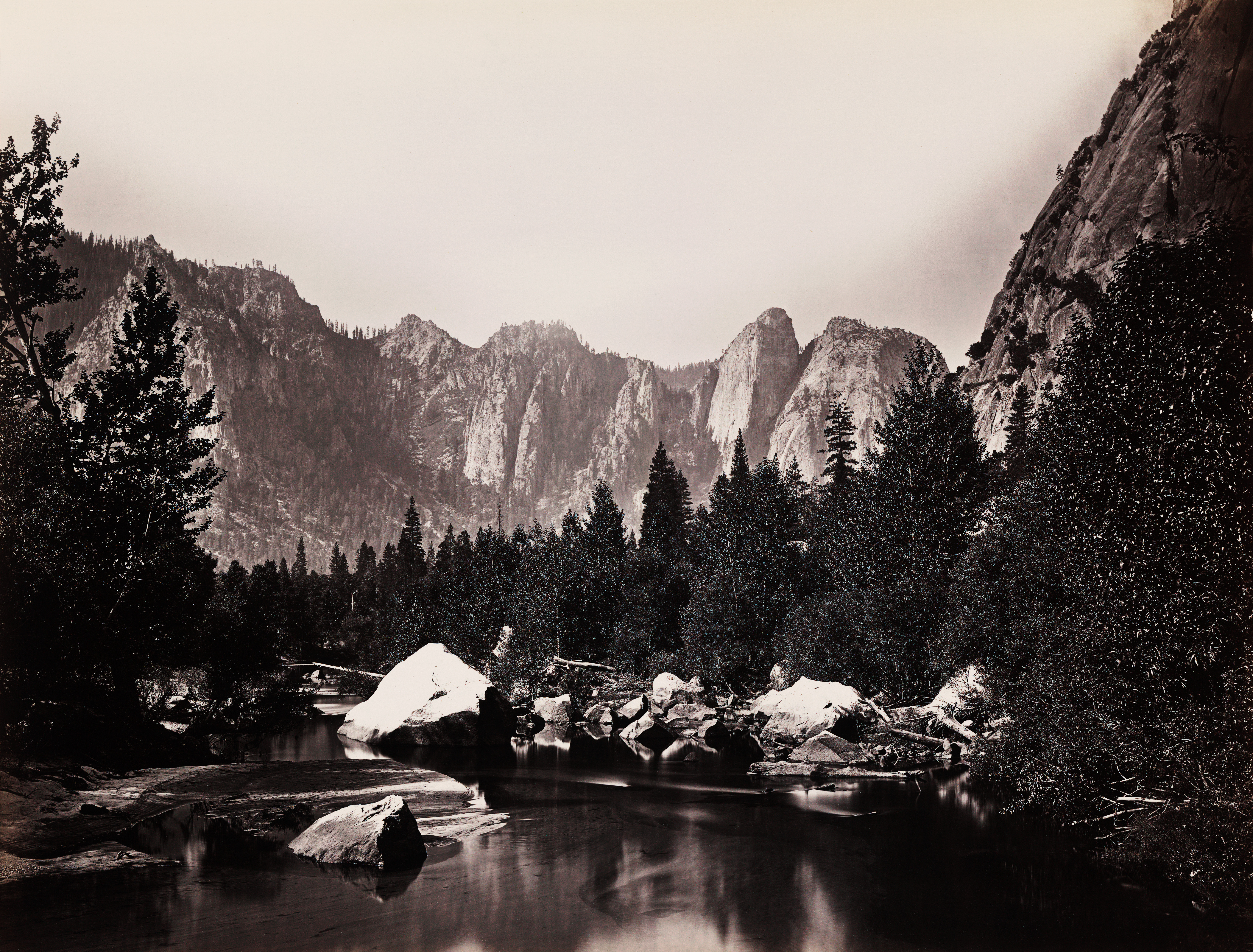
Mit ihren fotografischen Abbildungen des amerikanischen Westens übten Fotografen wie Carleton Watkins Einfluss auf den Kongress aus (hier: Merced River, Yosemite Valley, um 1865)

### Anfänge
Die amerikanischen Fotografen Carleton Watkins (1829–1916) und William Henry Jackson (1843–1942) gelten als frühe Pioniere der Umweltfotografie. Beide hatten durch ihre in der zweiten Hälfte des 19. Jahrhunderts entstandenen Bilder erheblichen Einfluss auf die Entscheidungen des US-Kongresses zur Einrichtung des Yosemite-Nationalparks (1864) und des Yellowstone-Nationalparks (1872).
Auch die Aspekte einer industrie-kritischen Industriefotografie des 19. Jahrhunderts, wie sie im Werk von Jakob Tuggener zitiert wird, kann man zu frühen Vertretern des Genres zählen.

### 20. Jahrhundert bis 1945
Im 20. Jahrhundert wuchs die Bedeutung der Umweltfotografie in den Vereinigten Staaten unter anderem durch die Arbeiten von Ansel Adams (1902–1984). Obwohl der Sierra Club, dem Adams im Jahr 1919 beitrat, als eine von wenigen Organisationen den Begriff „conservation photography“ benutzte, fehlte der Umweltfotografie die Anerkennung als eigenständiges Genre. Insbesondere im Vergleich mit der Sozialdokumentarischen Fotografie schien sich die Umweltfotografie mit weniger wichtigen Themen auseinanderzusetzen. Der französische Fotograf Henri Cartier-Bresson (1908–2004) sagte dazu: „Die Welt ist dabei, in Stücke zu fallen und Leute wie Adams und Weston fotografieren Felsen!“

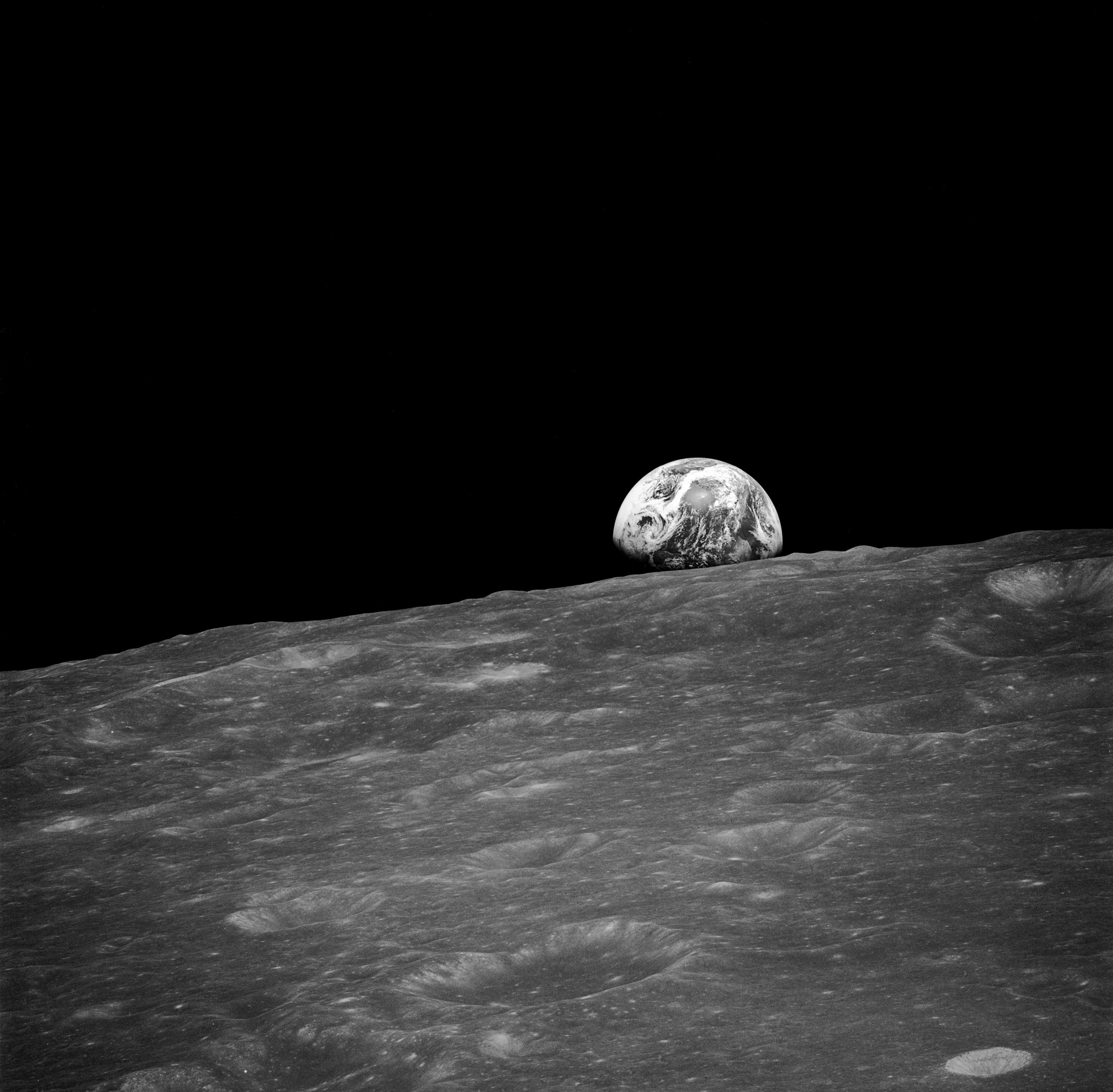
24. Dezember 1968: Das erste Bild des Erdaufgangs über dem Mondhorizont, aufgenommen von Bill Anders

Im Frühjahr 1941 erhielt Ansel Adams ein Schreiben des damaligen US-Innenministers Harold L. Ickes mit der Bitte, die Nationalparks in den Vereinigten Staaten zu fotografieren. Er reiste dazu in den Carlsbad-Caverns-Nationalpark, um mit den Fotografien für das US-Innenministerium zu beginnen. Während der Reise entstanden Aufnahmen von den Felssiedlungen der Anasazi im Mesa-Verde-Nationalpark oder von den Adobe-Pueblos der Acoma, außerdem empfand Adams auf seine Weise die historischen Fotografien von Timothy H. O’Sullivan nach, die dieser bereits 1873 im Canyon de Chelly angefertigt hatte. Im Sommer 1942 setzte der Fotograf seine ausgedehnte Fotoexkursion für die Regierung durch diverse Nationalparks fort: Er fotografierte die Geysire des Yellowstone-Nationalparks und machte unter anderem Station im Rocky-Mountain-Nationalpark im Glacier-Nationalpark und schließlich im Mount McKinley National Park (heute Denali-Nationalpark). Kriegsbedingt wurde das Projekt des Ministeriums allerdings eingestellt. Diese Aufnahmen wurden in späteren Ausstellungen zu Ikonen der Umweltfotografie, weil sie den US-Amerikanern in den Städten zeigten, wie die Nationalparks im menschenleeren Westen der USA aussahen.

### 20. Jahrhundert ab 1945
Ein prägendes ikonographisches Bild war die Aufnahme "Earthrise" vom 24. Dezember 1969. Es wurde vom NASA-Raumschiff Apollo 8 aus, eher zufällig von William Anders, mit einer Hasselblad-500-Kamera aufgenommen. Es zeigt von einer Mondumlaufbahn aufgenommen, den Erdaufgang des Planeten Erde. Das Time Magazine nahm Earthrise in seine Auswahl der "100 einflussreichsten Fotografien der Geschichte" auf. Zur Begründung schrieben die Kuratoren: „Das Bild ist unser erster farbiger Blick auf die Erde von außerhalb und es hat zur Entstehung der Umweltbewegung beigetragen.“ Außerdem habe „Earthrise“ den Menschen gezeigt, dass es der Menschheit in einem kalten und gefährlichen Kosmos doch „sehr gut“ gehe. 

### 21. Jahrhundert
Die Gründung der International League of Conservation Photographers (ILCP) durch die mexikanisch-amerikanische Umweltfotografin Cristina Mittermeier im Jahr 2005 gilt heute als offizielle Etablierung der Umweltfotografie als eigene Disziplin. Mittermeier versammelte mehr als 40 Umweltfotografen auf dem 8. World Wilderness Congress in Anchorage, Alaska, zu einem Symposion und gründete mit diesen die ILCP als Interessenvertretung und eigenständige Non-Profit-Organisation. Seither organisiert die ILCP Fotoexpeditionen und unterstützt Umweltgruppen durch die Lizenzierung von Bildmaterialien der ILCP-Fotografen.
Große öffentliche Aufmerksamkeit erhielten die Werke des brasilianischen Fotografen Sebastião Salgado, der auch die sozialen Aspekte durch die Veränderung der Umwelt thematisierte. Berühmt geworden ist seine Fotoreportage von 1986 über freiwillig hart arbeitende Goldschürfer in der brasilianischen Goldmine Serra Pelada, deren Arbeitsbedingungen mittelalterlich anmuten. Für das New York Times Magazine fotografierte er im April 1991 die in Kuwait im zweiten Golfkrieg von Saddam Husseins Truppen in Brand gesetzten Ölquellen und die darauffolgenden Löscharbeiten. Für diese Arbeiten erhielt Salgado später den Oskar Barnack Award der World Press Photo Foundation.
Die Rezeption der Umweltfotografie findet sich auch in Auszeichnungen, wie dem World Press Photo der World Press Photo Foundation wieder, der Werke aus dem Themenbereich immer wieder announciert.

## Beispiele (Auswahl)
- Der australische Fotograf Peter Dombrovskis setzte seine Aufnahmen in den 1980er Jahren zum Erhalt der tasmanischen Flüsse ein. Insbesondere sein Foto Morning Mist, Rock Island Bend, Franklin River wurde im Zuge der Kontroverse um den Bau des Franklin-Staudamms in zahlreichen Zeitungen abgedruckt und trug auf diese Weise zur Verhinderung des Bauprojektes und damit zu einem der größten Erfolge der australischen Umweltbewegung bei.[11]
- Der chinesische Fotograf Xi Zhinong dokumentierte Mitte der 1990er Jahre die Lebensweise der Goldstumpfnasen, einer in Zentralchina endemischen Affenart. Bei seiner Arbeit in China stellte er fest, dass die Verwaltung der Region Dêqên in die illegale Abholzung der Gebirgswälder verwickelt war. Seine Kampagne zum Schutz der Art wird heute als die erste Umweltschutzinitiative gewertet, die die chinesische Regierung zum Einlenken zwang.[12]
- Der amerikanische Fotograf Michael „Nick“ Nichols unterstützte mit seinen Fotos unter anderem die Arbeit Jane Goodalls zum Erhalt der Habitate von Primaten und diejenige des Wildtierbiologen Michael Fay zur Rettung von Elefanten im Tschad. Sein 1999 durchgeführtes Fotoprojekt MegaTransect erzeugte internationale Aufmerksamkeit für den Schutz afrikanischer Tierarten und führte schließlich zur Schaffung von Nationalparks durch Omar Bongo, dem Präsidenten der Republik Gabun.[13]

## Bekannte Umweltfotografen
- Yann Arthus-Bertrand
- Subhankar Banerjee
- Peter Dombrovskis
- Michael Forsberg
- Frans Lanting
- Thomas D. Mangelsen
- Cristina Mittermeier
- Boyd Norton
- Sebastião Salgado
- Florian Schulz
- Art Wolfe

### Beschreibende Literatur
- Carlton Ward Jr.: Conservation Photography, Dissertation, University of Florida, [Gainesville] 2008.
- Boyd Norton: Conservation Photography Handbook: How to Save the World One Photo at a Time, Buffalo, NY 2016, ISBN 978-1-60895-987-7.

### Bildbände
- Sebastião Salgado: Genesis. Trade Edition. Taschen Verlag, Köln 2013, ISBN 978-3-8365-4259-3